# Erdem Gül
Erdem Gül (prononcé [ɛɾ.dɛm gyl], né en 1967 à  Giresun) est un juriste et journaliste turc, adjoint à Ankara de Can Dündar, directeur de la rédaction du quotidien d'opposition Cumhuriyet. Ils sont inquiétés dès 2014 par la justice turque, puis emprisonnés pour l'affaire des camions des services secrets turcs où ils apportent la preuve du soutien de l'État turc à des groupes rebelles syriens, dont des groupes djihadistes.

## Biographie
Erdem Gül suit des études à l'École supérieure de la presse et de l'édition à l'université Gazi. Après plusieurs stages il entre à l'agence de presse ANKA comme journaliste professionnel. Il couvre depuis 1992 les partis et personnalités politiques islamistes en Turquie, dans un premier temps le Parti du bien-être (Refah Partisi) de Necmettin Erbakan puis le Parti de la justice et du développement (AKP) de Recep Tayyip Erdoğan. Après avoir travaillé au journal Taraf, en 2010 Erdem Gül devient le correspondant du Cumhuriyet à l'AKP et à la Grande Assemblée nationale de Turquie. Il assure à partir de 2013 la direction de la rédaction du journal à Ankara.
Il est incarcéré le 26 novembre 2015, avec Can Dündar, pour avoir révélé le soutien de l'État turc à des opposants au régime syrien, probablement djihadistes, sous l'accusation «  d’espionnage et d’intelligence avec une organisation terroriste. ». Ils sont tous deux relâchés le 27 février 2016 après 92 jours de détention, à la suite d'une double intervention de la Cour constitutionnelle et de la Cour d'assises d'Ankara
Il reçoit le Prix Hermann Kesten en 2016, avec Can Dündar.